# Vụ trật đường ray Hoa Liên 2021
Vào ngày 2 tháng 4 năm 2021, lúc 09:28 giờ địa phương, một đoàn tàu Taroko Express do Cục quản lý Đường sắt Đài Loan vận hành bị trật bánh tại lối vào phía bắc của đường hầm Thanh Thủy thuộc đoạn Hoà Nhân, hương Tú Lâm, huyện Hoa Liên, Đài Loan, khiến 49 người thiệt mạng và hơn 200 người khác bị thương. Vào thời điểm xảy ra tai nạn, đoàn tàu đang chở 494 hành khách. Đoàn tàu tám toa trật bánh sau khi va chạm với một chiếc xe tải xây dựng bị lao xuống dốc vào đường ray ở phía bắc thành phố Hoa Liên; đoàn tàu lao vào hầm, hư hỏng nặng và nhiều người thương vong. Sự cố tàu hỏa chủ yếu do yếu tố con người và có thể ngăn ngừa được, một cuộc điều tra từ The New York Times tiết lộ rằng đó là "những sai sót mang tính hệ thống tại một cơ quan chính phủ". Đây là vụ tai nạn đường sắt chết chóc thứ nhì tại Đài Loan, sau vụ cháy tàu hỏa năm 1948 có thể khiến 64 người thiệt mạng.

## Bối cảnh

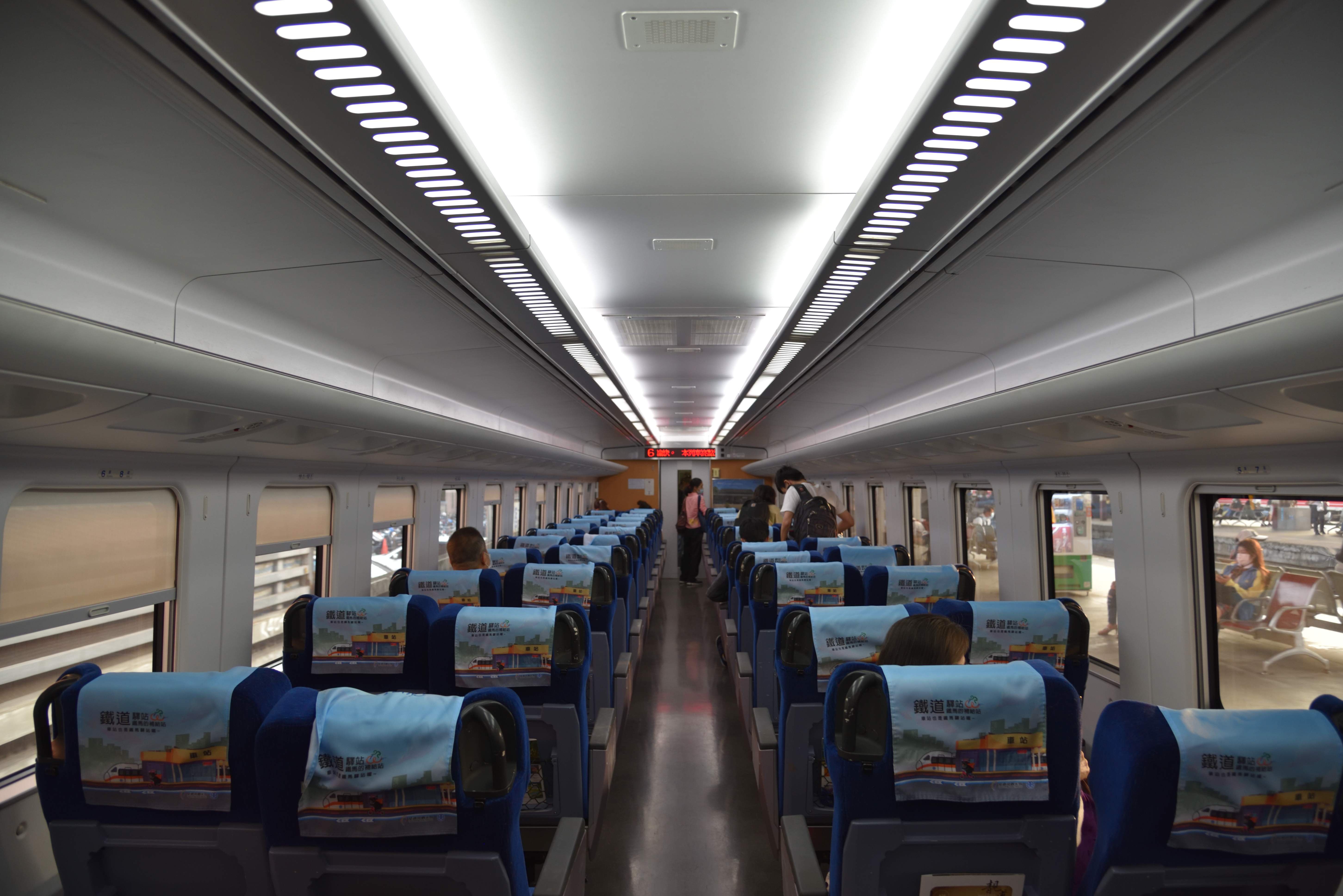
Nội thất của Taroko Express vào năm 2021

Vụ tai nạn xảy ra vào ngày đầu tiên của kỳ nghỉ lễ Thanh Minh kéo dài bốn ngày, thường là khoảng thời gian có lưu lượng giao thông cao do người dân đến viếng mộ các thành viên đã mất trong gia đình. Nhiều hành khách đứng trên tàu vào thời điểm xảy ra tai nạn.
Taroko Express được vận hành bằng tàu 8 toa, 376 chỗ ngồi. Đây là một phần của dịch vụ Tze-chiang Limited Express, dịch vụ cao cấp nhất trong hệ thống TRA. Vì Taroko Express là một tàu nghiêng với tốc độ hoạt động tối đa là 130 km/h (81 mph), TRA ban đầu không bán vé đứng cho những đoàn tàu này do lo ngại về an toàn. Tuy nhiên, để tăng nguồn cung vé trong thời gian có nhu cầu cao, TRA bắt đầu bán tới 120 vé đứng cho mỗi đoàn tàu vào 2 tháng 5 năm 2019, sau khi cho biết họ đã thực hiện các thử nghiệm an toàn chi tiết.
Tuyến đường sắt này chạy dọc theo bờ biển miền núi phía đông của Đài Loan, đi ngang qua vườn quốc gia Taroko và hẻm núi Taroko, là điểm đến kỳ nghỉ cuối tuần nổi tiếng. Đường hầm Thanh Thủy là một cặp đường hầm đường ray đơn cắt qua Vách đá Thanh Thủy. Vào tháng 4 năm 2019, TRA bắt đầu xây dựng nhằm cải thiện độ ổn định mái dốc gần đầu phía bắc của đường hầm, bằng cách xây dựng một lều đá (rock shed) trên đường ray phía tây. Vào thời điểm xảy ra tai nạn, công trình đã gần hoàn thiện.

## Tai nạn
Vào ngày 2 tháng 4 năm 2021, một chuyến tàu Taroko Express đi về phía nam mang số hiệu 408 rời ga Tú Lâm tại Tân Bắc lúc 07:16 giờ, hướng tới Đài Đông. Chuyến tàu dự kiến đến Hoa Liên lúc 09:39 giờ.
Lúc 09:28 giờ, đoàn tàu trật bánh khi đang đi vào đường hầm Thanh Thủy, giữa ga Hoà Nhân và ga Sùng Đức. Tàu chở 494 hành khách và 4 nhân viên trên 8 toa tàu, và đang đi trên đường ray phía đông. Theo các phương tiện truyền thông đưa tin, một xe tải được sử dụng trong dự án ổn định mái dốc đã trượt khoảng 20 m (66 ft) xuống sườn đồi, rơi xuống đường ray và bị đoàn tàu đang lao tới tông vào, tàu đang di chuyển với tốc độ 125 kilômét trên giờ (78 mph) thì người lái tàu phát hiện chướng ngại vật. Lực phanh chỉ giảm tốc độ xuống 121 kilômét trên giờ (75 mph) tại thời điểm va chạm. Đầu tàu trật bánh sang trái và tông vào cổng khi đi vào đường hầm. Vào thời điểm đó, không có hoạt động xây dựng nào được tiến hành tích cực do là ngày lễ. Người lái xe tải không có mặt trên xe lúc xảy ra tai nạn mà đang ở văn phòng công trường gần đó.
Toa số 8 ở đầu tàu đã va chạm với xe tải ngay trước khi vào đường hầm, khiến tàu trật bánh một phần. Sau đó, đoàn tàu đi vào đường hầm, phần đầu của đoàn tàu cũng đâm vào tường bên trong của đường hầm khi các toa tàu xếp chồng lên nhau. Các toa số 7 và 8 bị hư hại nặng nề và chiếm phần lớn số người thiệt mạng. Toa tàu số 8 đến toa tàu số 3 bị mắc kẹt trong đường hầm khi tàu dừng lại, chỉ mới một phần toa tàu số 3 đi vào đường hầm.

## Thương vong
Bốn mươi chín người được xác nhận thiệt mạng trong vụ tai nạn, bao gồm 47 hành khách, người lái tàu và phụ lái tàu, trong khi 202 người khác bị thương, một số trong tình trạng nguy kịch. Phần lớn người thiệt mạng ở trong toa số 7 và toa số 8. 72 người bị mắc kẹt tạm thời trong đống đổ nát của đoàn tàu.
Trong số hành khách có học sinh tiểu học đến sinh viên đại học. 4 học sinh thiệt mạng: một bé gái 6 tuổi và 3 sinh viên đại học; 32 người khác thuộc các trường phổ thông và đại học bị thương, trong đó có một giáo viên.
| Loại       | Quốc gia/lãnh thổ | Tử vong | Bị thương |
| ---------- | ----------------- | ------- | --------- |
| Đội tàu    | Đài Loan          | 2       | 1         |
| Hành khách | Đài Loan          | 44      | 193       |
| Hành khách | Hoa Kỳ            | 2       | -         |
| Hành khách | Pháp              | 1       | -         |
| Hành khách | Nhật Bản          | -       | 2         |
| Hành khách | Úc                | -       | 2         |
| Hành khách | Ma Cao            | -       | 1         |
| Hành khách | Trung Quốc        | -       | 1         |
| Tổng       | Tổng              | 49      | 200       |

## Hậu quả
Hơn 150 nhân viên khẩn cấp, bao gồm cả nhân viên tìm kiếm cứu hộ và quân nhân, đã được điều động đến địa điểm trật bánh. Hơn 80 người được sơ tán khỏi 4 toa tàu phía sau của đoàn tàu, trong khi 4 toa tàu còn lại được mô tả là "biến dạng" và khó tiếp cận hơn.
Hai toa tàu phía sau được di dời khỏi đường ray vào sáng hôm sau, trong khi việc loại bỏ toa tàu thứ ba diễn ra vào tối hôm đó. Sau khi tìm thấy camera hành trình của chiếc xe tải liên quan và một trong hai thẻ nhớ của nó, công việc tạm dừng để tìm kiếm thẻ nhớ thứ hai. Toa tàu thứ tư cuối cùng cũng được đưa ra khỏi đường hầm vào buổi chiều sau đó.
Bộ trưởng Bộ Giao thông và Truyền thông Lâm Giai Long và Bộ trưởng Bộ Nội vụ Từ Quốc Dũng phối hợp các nỗ lực cứu hộ cùng với các bộ khác và các quan chức chính quyền địa phương. Lâm Giai Long tuyên bố sẽ chịu hoàn toàn trách nhiệm chính trị về vụ tai nạn. Ông tuyên bố từ chức với Chính phủ vào ngày 4 tháng 4 và sẽ rời đi sau khi công việc cứu hộ kết thúc.
Hành chính Viện ra lệnh hạ quốc kỳ xuống nửa cột tại tất cả các trường công lập và cơ quan chính phủ trong ba ngày bắt đầu từ 3 tháng 4 để tưởng nhớ những người đã chết.
Một quan chức của TRA cho biết tuyến đường này sẽ được sửa chữa trong vòng một tuần và trong thời gian đó, các đoàn tàu sẽ chạy trên đường ray song song, với thời gian trễ khoảng 15 đến 20 phút. Thứ trưởng Bộ Giao thông và Truyền thông Vương Quốc Tài sau đó đã thông báo rằng việc nối lại các dịch vụ trên tuyến đường bị hư hỏng đã bị hoãn lại đến 20 tháng 4 khi các câu hỏi được đặt ra về việc liệu vụ tai nạn có ảnh hưởng gì đến sự an toàn của khu vực hay không. Vương lưu ý rằng một công ty tư vấn kỹ thuật và một hiệp hội kỹ thuật được yêu cầu tiến hành kiểm tra, việc mở cửa trở lại sẽ bị hoãn thêm nếu có vấn đề nảy sinh.
Việc hạn chế số lượng vé đứng được bán ra được xem xét do có số lượng người thương vong lớn. Ngoài ra, Thứ trưởng Vương tuyên bố rằng TRA sẽ cần xem xét lại quy trình vận hành tiêu chuẩn của mình liên quan đến việc lựa chọn nhà thầu và giám sát công việc được thực hiện tại các công trường xây dựng.

## Điều tra
Ủy ban An toàn Giao thông Đài Loan (TTSB) tiến hành một cuộc điều tra. Tài xế xe tải xây dựng là Lý Nghĩa Tường (李義祥; tuổi 45) bị cảnh sát bắt giữ và điều tra để xác định nguyên nhân vụ tai nạn. Lý được tại ngoại vào ngày 4 tháng 4 năm 2021, trước khi một tòa án kháng cáo nhận thấy rằng ông có thể mạo hiểm bỏ trốn và có thể thông đồng với những người khác và có thể tiêu hủy bằng chứng buộc tội vào ngày 5 tháng 4 năm 2021. Ông bị nghi ngờ đỗ xe không gài phanh đỗ đúng cách khiến xe tải lao xuống dốc và va chạm với tàu hỏa. Cơ quan công tố đề nghị phát lệnh bắt giữ người quản lý công trường, người có thể bị buộc tội gây chết người do sơ suất và giả mạo tài liệu.
Trung tâm điều hành khẩn cấp trung ương báo cáo rằng cảnh quay camera hành trình của đoàn tàu đã được phục hồi. Chủ tịch TTSB Dương Hoành Trí cho biết đoạn phim cho thấy các lái tàu đã chú ý đến chiếc xe tải khi đoàn tàu đã ra khỏi đường hầm Hoà Nhân, nằm cách khoảng 250 m (820 ft) từ đường hầm Thanh Thủy, và có khoảng 6,9 giây để phản ứng. Dương nói thêm rằng vì đoàn tàu đã di chuyển với tốc độ hơn 100 km/h (62 mph), những người lái tàu không thể dừng tàu kịp thời.
Công nhân cũng tìm thấy camera hành trình của xe tải và một trong hai thẻ nhớ của xe. Thứ trưởng Vương lưu ý rằng không tìm thấy đoạn ghi nào về khu vực này bằng camera giám sát. Vương nói thêm Bộ này cho rằng chiếc xe tải đã rơi xuống đường ray nhiều nhất là 15 phút trước khi xảy ra tai nạn, vì một đoàn tàu trước đó đã đi qua đoạn đường ray này lúc 09:13. Thời gian xe tải rơi xuống đường ray có thể được thu hẹp hơn nữa vì đã xảy ra trong khoảng thời gian từ 09:21 đến 09:28 do ai đó chụp được ảnh chiếc xe tải đỗ trên con đường phía trên con dốc lúc 09:21.
Hai tuần sau vụ tai nạn, vào ngày 16 tháng 4, nhà chức trách công bố cáo buộc đối với 7 người. Theo báo cáo tin tức, vào ngày xảy ra tai nạn, tài xế xe tải xây dựng - đồng thời là người quản lý kiểm tra nguy hiểm tại công trường - và trợ lý người Việt Nam của ông cố gắng giải phóng chiếc xe tải sau khi nó mắc kẹt trong một bụi cây gần một khúc cua. Phương pháp kéo ngẫu hứng của họ không thành công và khiến chiếc xe tải lao xuống dốc vào đường ray không được bảo vệ; các công tố viên nói rằng họ không thông báo cho ngành đường sắt về sự tắc nghẽn nguy hiểm. Cũng bị điều tra là cáo buộc tham nhũng của TRA. Một xung đột bất hợp pháp rõ ràng là vai trò của Lý Nghĩa Tường vừa là người quản lý công trường vừa là chủ sở hữu của một trong những công ty xây dựng của dự án; Lý bị buộc tội nói dối danh tính để che giấu xung đột lợi ích này, bị cấm bởi Đạo luật Công nghiệp Xây dựng của Đài Loan.
Vào cuối tháng 5, chính phủ kỷ luật hàng chục người vì vụ tai nạn và thiết lập các thủ tục kiểm tra an toàn trước khi các dự án xây dựng bên cạnh đường ray có thể tiếp tục.
Ngày 11 tháng 11 năm 2022, Tòa án địa phương Hoa Liên ra phán quyết sơ thẩm về tội nguy hiểm công cộng và các tội khác, nhà thầu Lý Nghĩa Tường phải chấp hành mức án 7 năm 10 tháng tù, trong khi giám đốc kỹ thuật của Đường sắt Đài Loan là Phan Đường Ích bị kết án tội công chức đăng tải tài liệu không chuẩn xác và cẩu thả gây chết người và bị tuyên án 8 năm 10 tháng tù. Cơ quan công tố kháng cáo phần được tuyên vô tội.

## Phản ứng

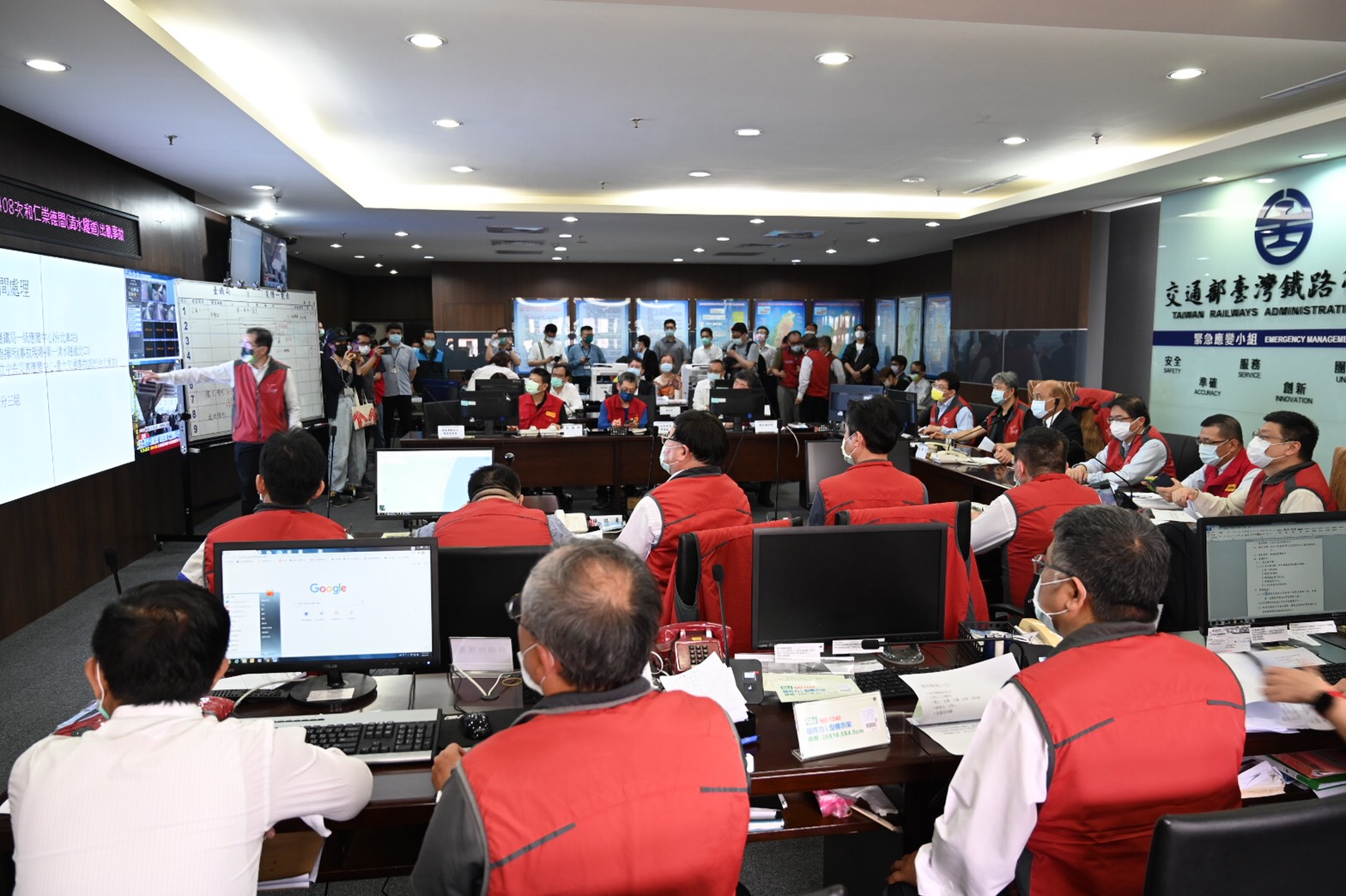
Viện trưởng Hành chính Viện Tô Trinh Xương được các quan chức TRA thông báo tóm tắt về vụ tai nạn

Trong số những người đầu tiên khảo sát địa điểm máy bay rơi có Viện trưởng Hành chính Viện Tô Trinh Xương.
Vào ngày 3 tháng 4 năm 2021, Tổng thống Thái Anh Văn và Huyện trưởng Hoa Liên Từ Trân Uý đến thăm địa điểm xảy ra vụ tai nạn và cả bệnh viện nơi hàng chục nạn nhân bị thương đang được điều trị.
Tổng Bí thư Trung Quốc Tập Cận Bình, Văn phòng Sự vụ Đài Loan và Hiệp hội Quan hệ hai bờ eo biển Đài Loan đã gửi lời chia buồn của họ.
Hiệp hội Hoa Kỳ tại Đài Loan (AIT), Văn phòng Kinh tế và Thương mại châu Âu, và John Dennis của Văn phòng Anh tại Đài Bắc, cũng như chính phủ Ấn Độ, Nhật Bản và Singapore đã gửi lời chia buồn. Theo Bộ Ngoại giao của Đài Loan, hơn 600 đại diện nước ngoài từ 80 quốc gia và tổ chức quốc tế đã gửi lời chia buồn, bao gồm tất cả 15 đồng minh ngoại giao của Đài Loan. Vào ngày 24 tháng 4, một chiếc ghế dài tại Văn phòng chính Đài Bắc của AIT được Giám đốc Brent Christensen đặt tên là "Ghế Fulbright" để vinh danh 2 trợ lý giảng dạy tiếng Anh (ETA) của Chương trình Fulbright thiệt mạng trong vụ tàu trật bánh.
Đạt Lai Lạt Ma gửi thư đến Văn phòng Tổng thống và "vô cùng đau buồn" trước vụ việc.
Nhân kỷ niệm một năm vụ tai nạn, vào năm 2022, các đoàn tàu trên toàn Đài Loan đã thổi còi trong 30 giây vào 09:28, thời điểm chính xác xảy ra vụ tai nạn, để tưởng nhớ vụ tai nạn.
Vào ngày 31 tháng 8 năm 2023, thân nhân của những người thiệt mạng trong vụ trật bánh được mời đến kiểm tra các toa tàu liên quan. Trong tuần tiếp theo, một số mảnh xương được phát hiện, khiến Bộ trưởng Giao thông Vương Quốc Tài và Tổng giám đốc Cục quản lý Đường sắt Đài Loan Đỗ Vi phải đưa ra lời xin lỗi.